# 黏膜相關淋巴組織
黏膜相關淋巴組織（mucosa-associated lymphoid tissue)，位於消化道、呼吸道、泌尿生殖道等人體各種黏膜固有层組織中，以及上皮細胞下方散在的无被膜淋巴小結以及表皮細胞之間的微皱褶细胞（M细胞）組成。
MALT是一种无明确范围的低浓度的淋巴组织，它可以在你的身体各处被找到，例如：呼吸道、消化道，泌尿生殖道，甲状腺，乳房，唾液腺，眼部，皮下。
黏膜相关淋巴组织充满淋巴细胞，如：T细胞和B细胞，还有浆细胞和巨噬细胞，每个黏膜层淋巴组织都正好位于抗原需要通过的黏膜上皮处。比如说肠道上的MALT，当M细胞同时存在时，M细胞从肠道内捕捉抗原并传递给淋巴组织。

## 組成
MALT的組成部份有時會再細分如下：
- 腸淋巴組織 (gut-associated lymphoid tissue，GALT) 淋巴小结是在小肠内壁被发现的肠淋巴组织的一部分。
- 支氣管淋巴組織 (bronchus-associated lymphoid tissue, BALT)
- 鼻淋巴組織 (nose-associated lymphoid tissue, NALT)
- 咽喉淋巴組織 (larynx-associated lymphoid tissue, LALT)
- 皮膚淋巴組織 (skin-associated lymphoid tissue, SALT)
- 血管淋巴组织 (vascular-associated lymphoid tissue, VALT)一种最近被承认的存在于血管中的淋巴组织，但它的免疫作用还不清楚。
- 眼淋巴组织 (eye-associated lymphoid tissue, EALT)由结膜淋巴组织和泪腺淋巴组织组成。

- 淋巴小結：內含B細胞、T細胞、巨噬細胞
- M細胞：負責捕捉抗原

## 在致病方面扮演的角色
MALT在调节黏膜免疫力方面起着重大作用。但它也可能成为淋巴瘤，通常成为非霍奇金淋巴瘤。一个确定的实例就是在胃部与幽門螺桿菌相接的黏膜層淋巴瘤。

## 歸巢性
1964年James Gowans發現在黏膜活化的淋巴細胞經胸導管、血液又落戶于黏膜部位發揮針對同一抗原的免疫反應發揮作用，而外周組織中活化的淋巴細胞就不會進入黏膜。這種現象的一個好處是在黏膜某一處活化的淋巴細胞可以傳播到黏膜組織的各個部位，稱之為「common mucosal system」現象。

## 外部連結
- MALT resource page（页面存档备份，存于） - Patients Against Lymphoma
- Maltoma（页面存档备份，存于）